# Лауреати Державної премії України в галузі науки і техніки (2020)
Державна премія України в галузі науки і техніки — лауреати 2020 року.

## Розгляд робіт на здобуття Державних премій Українив галузі науки і техніки 2020 року
У 2020 році Секретаріатом Комітету з Державних премій України в галузі науки і техніки було прийнято до розгляду 29 робіт на здобуття Державної премії України (в тому числі 5 робіт, що становлять державну таємницю).
На засіданні пленуму та президії Комітету шляхом таємного голосування було прийнято рішення щодо внесення Президентові України пропозицій про присудження 14 Державних премій особам за відповідні роботи з них 4 роботам, що становлять державну таємницю.
На підставі подання Комітету з Державних премій України в галузі науки і техніки Президент України Володимир Зеленський видав Указ № 608/2020 від 30 грудня 2020 року «Про присудження Державних премій України в галузі науки і техніки 2020 року».
На 2020 рік розмір Державної премії України в галузі науки і техніки склав 300 000 гривень кожна.

## Кількість премійованих робіт, поданих з регіонів України
- Дніпро — 1
- Кривий Ріг — 1
- Слов'янськ- 1
- Київ — 7
- Львів — 2
- Харків — 2

## Розподіл лауреатів
Лауреатами Державної премії України в галузі науки і техніки 2020 року є 111 осіб з яких:
- академіки НАН України — 1
- члени-кореспонденти НАН України — 5
- доктори наук — 61
- кандидати наук — 26
- не мають наукового ступеня — 18

- Співробітники Національної академії наук — 37
- Співробітники силових структур — 22
- Співробітники вищих навчальних закладів — 19
- Співробітники промислового сектору — 18
- Співробітники аграрного сектору — 8
- Співробітники системи охорони здоров'я — 7

## Лауреати Державної премії України в галузі науки і техніки 2020 року (відкриті роботи)
| Премійована робота                                                                                            | Лауреати                            | Коротко про лауреата |
| --- | ----------------------------------- | --- |
| за роботу «Керування властивостями матеріалів в екстремальних умовах»                                         | Слюсаренко Юрій Вікторович          | академік Національної академії наук України, начальник відділу Національного наукового центру «Харківський фізико-технічний інститут» Національної академії наук України                                                    |
| за роботу «Керування властивостями матеріалів в екстремальних умовах»                                         | Сотніков Андрій Геннадійович        | доктор фізико-математичних наук, старший науковий співробітник Національного наукового центру «Харківський фізико-технічний інститут» Національної академії наук України                                                    |
| за роботу «Керування властивостями матеріалів в екстремальних умовах»                                         | Пелетминський Олександр Сергійович  | кандидат фізико-математичних наук, старший науковий співробітник Національного наукового центру «Харківський фізико-технічний інститут» Національної академії наук України                                                  |
| за роботу «Керування властивостями матеріалів в екстремальних умовах»                                         | Брик Тарас Михайлович               | доктор фізико-математичних наук, заступник директора Інституту фізики конденсованих систем Національної академії наук України                                                                                               |
| за роботу «Керування властивостями матеріалів в екстремальних умовах»                                         | Козловський Михайло Павлович        | доктор фізико-математичних наук, головний науковий співробітник Інституту фізики конденсованих систем Національної академії наук України                                                                                    |
| за роботу «Керування властивостями матеріалів в екстремальних умовах»                                         | Рудь Олександр Дмитрович            | доктор фізико-математичних наук, завідувач відділу Інституту металофізики імені Г. В. Курдюмова Національної академії наук України                                                                                          |
| за роботу «Керування властивостями матеріалів в екстремальних умовах»                                         | Плевачук Юрій Олександрович         | доктор фізико-математичних наук, начальник науково-дослідної частини Львівського національного університету імені Івана Франка                                                                                              |
| за роботу «Керування властивостями матеріалів в екстремальних умовах»                                         | Склярчук Василь Михайлович          | доктор фізико-математичних наук, головний науковий співробітник Львівського національного університету імені Івана Франка                                                                                                   |
| за роботу «Відкриття та дослідження нових явищ для світлових пучків з сингулярностями хвильового фронту»      | Васнєцов Михайло Вікторович         | доктор фізико-математичних наук, провідний науковий співробітник Інституту фізики Національної академії наук України |
| за роботу «Відкриття та дослідження нових явищ для світлових пучків з сингулярностями хвильового фронту»      | Баженов Володимир Юрійович          | кандидат фізико-математичних наук, старший науковий співробітник Інституту фізики Національної академії наук України |
| за роботу «Відкриття та дослідження нових явищ для світлових пучків з сингулярностями хвильового фронту»      | Ангельський Олег Вячеславович       | доктор фізико-математичних наук, директор Інституту фізико-технічних та комп'ютерних наук Чернівецького національного університету імені Юрія Федьковича                                                                    |
| за роботу «Відкриття та дослідження нових явищ для світлових пучків з сингулярностями хвильового фронту»      | Мохунь Ігор Іванович                | доктор фізико-математичних наук, професор Чернівецького національного університету імені Юрія Федьковича |
| за роботу «Відкриття та дослідження нових явищ для світлових пучків з сингулярностями хвильового фронту»      | Бекшаєв Олександр Янович            | доктор фізико-математичних наук, завідувач лабораторії Одеського національного університету імені І. І. Мечникова |
| за роботу «Відкриття та дослідження нових явищ для світлових пучків з сингулярностями хвильового фронту»      | Влох Ростислав Орестович            | доктор фізико-математичних наук, директор Інституту фізичної оптики імені О. Г. Влоха Міністерства освіти і науки України                                                                                                   |
| за роботу «Відкриття та дослідження нових явищ для світлових пучків з сингулярностями хвильового фронту»      | Скаб Ігор Петрович                  | доктор фізико-математичних наук, заступник директора Інституту фізичної оптики імені О. Г. Влоха Міністерства освіти і науки України                                                                                        |
| за роботу «Відкриття та дослідження нових явищ для світлових пучків з сингулярностями хвильового фронту»      | Бліох Костянтин Юрійович            | кандидат фізико-математичних наук, старший науковий співробітник Інституту RIKEN, Японія |
| за роботу «Аналітичні методи теорії функцій та їх застосування»                                               | Скрипнік Ігор Ігорович              | член-кореспондент Національної академії наук України, директор Інституту прикладної математики і механіки Національної академії наук України                                                                                |
| за роботу «Аналітичні методи теорії функцій та їх застосування»                                               | Гутлянський Володимир Якович        | член-кореспондент Національної академії наук України, радник при дирекції Інституту прикладної математики і механіки Національної академії наук України                                                                     |
| за роботу «Аналітичні методи теорії функцій та їх застосування»                                               | Котляров Володимир Петрович         | доктор фізико-математичних наук, головний науковий співробітник Фізико-технічного інституту низьких температур імені Б. І. Вєркіна Національної академії наук України                                                       |
| за роботу «Аналітичні методи теорії функцій та їх застосування»                                               | Голінський Леонід Борисович         | доктор фізико-математичних наук, провідний науковий співробітник Фізико-технічного інституту низьких температур імені Б. І. Вєркіна Національної академії наук України                                                      |
| за роботу «Аналітичні методи теорії функцій та їх застосування»                                               | Єгорова Ірина Євгенівна             | доктор фізико-математичних наук, провідний науковий співробітник Фізико-технічного інституту низьких температур імені Б. І. Вєркіна Національної академії наук України                                                      |
| за роботу «Аналітичні методи теорії функцій та їх застосування»                                               | Шепельський Дмитро Георгійович      | доктор фізико-математичних наук, провідний науковий співробітник Фізико-технічного інституту низьких температур імені Б. І. Вєркіна Національної академії наук України                                                      |
| за роботу «Аналітичні методи теорії функцій та їх застосування»                                               | Романюк Анатолій Сергійович         | доктор фізико-математичних наук, завідувач відділу Інституту математики Національної академії наук України |
| за роботу «Створення функціональних вакуумних плазмових і дифузійних покриттів широкого спектру застосування» | Гонтарь Олександр Григорович        | кандидат фізико-математичних наук, провідний науковий співробітник Інституту надтвердих матеріалів ім. В. М. Бакуля Національної академії наук України                                                                      |
| за роботу «Створення функціональних вакуумних плазмових і дифузійних покриттів широкого спектру застосування» | Копєйкіна Марина Юріївна            | кандидат технічних наук, старший науковий співробітник Інституту надтвердих матеріалів ім. В. М. Бакуля Національної академії наук України                                                                                  |
| за роботу «Створення функціональних вакуумних плазмових і дифузійних покриттів широкого спектру застосування» | Погрелюк Ірина Миколаївна           | доктор технічних наук, завідувач відділу Фізико-механічного інституту імені Г. В. Карпенка Національної академії наук України                                                                                               |
| за роботу «Створення функціональних вакуумних плазмових і дифузійних покриттів широкого спектру застосування» | Стрельницький Володимир Євгенійович | доктор фізико-математичних наук, начальник лабораторії Національного наукового центру «Харківський фізико-технічний інститут» Національної академії наук України                                                            |
| за роботу «Створення функціональних вакуумних плазмових і дифузійних покриттів широкого спектру застосування» | Васильєв Володимир Васильович       | кандидат технічних наук, старший науковий співробітник Національного наукового центру «Харківський фізико-технічний інститут» Національної академії наук України                                                            |
| за роботу «Створення функціональних вакуумних плазмових і дифузійних покриттів широкого спектру застосування» | Береснєв Вячеслав Мартинович        | доктор технічних наук, професор Харківського національного університету імені В. Н. Каразіна |
| за роботу «Створення функціональних вакуумних плазмових і дифузійних покриттів широкого спектру застосування» | Дабіжа Євген Вікторович             | кандидат технічних наук, директор малого державного науково-виробничого впроваджувального підприємства «ЕКМА» НАН України                                                                                                   |
| за роботу «Створення функціональних вакуумних плазмових і дифузійних покриттів широкого спектру застосування» | Дейнека Олександр Володимирович     | генеральний директор товариства з обмеженою відповідальністю "Науково-виробнича фірма «Грейс-інжинірінг» |
| за роботу «Прогресивні будівельні конструктивні системи та технології їх зведення»                            | Шимановський Олександр Віталійович  | член-кореспондент Національної академії наук України, генеральний директор товариства з обмеженою відповідальністю «Український інститут сталевих конструкцій імені В. М. Шимановського»                                    |
| за роботу «Прогресивні будівельні конструктивні системи та технології їх зведення»                            | Бабаєв Володимир Миколайович        | доктор наук з державного управління, ректор Харківського національного університету міського господарства імені О. М. Бекетова                                                                                              |
| за роботу «Прогресивні будівельні конструктивні системи та технології їх зведення»                            | Сухонос Марія Костянтинівна         | доктор технічних наук, проректор Харківського національного університету міського господарства імені О. М. Бекетова |
| за роботу «Прогресивні будівельні конструктивні системи та технології їх зведення»                            | Шмуклер Валерій Самуїлович          | доктор технічних наук, завідувач кафедри Харківського національного університету міського господарства імені О. М. Бекетова                                                                                                 |
| за роботу «Прогресивні будівельні конструктивні системи та технології їх зведення»                            | Євель Сергій Михайлович             | кандидат технічних наук, голова товариства з обмеженою відповідальністю «Стальконструкція ЛТД» |
| за роботу «Прогресивні будівельні конструктивні системи та технології їх зведення»                            | Євзеров Ісаак Данилович             | доктор технічних наук, директор товариства з обмеженою відповідальністю «ВЕГА КАД» |
| за роботу «Прогресивні будівельні конструктивні системи та технології їх зведення»                            | Шеветовський Валентин Валентинович  | доктор філософії, директор товариства з обмеженою відповідальністю "Керамічна група «Голден Тайл» |
| за роботу «Прогресивні будівельні конструктивні системи та технології їх зведення»                            | Лантух-Лященко Альберт Іванович     | доктор технічних наук, пенсіонер |
| за роботу «Технології та обладнання для виробництва і споживання альтернативних видів палива»                 | Петрова Жанна Олександрівна         | доктор технічних наук, завідувач лабораторії Інституту технічної теплофізики Національної академії наук України |
| за роботу «Технології та обладнання для виробництва і споживання альтернативних видів палива»                 | Гелетуха Георгій Георгійович        | кандидат технічних наук, завідувач лабораторії Інституту технічної теплофізики Національної академії наук України |
| за роботу «Технології та обладнання для виробництва і споживання альтернативних видів палива»                 | Желєзна Тетяна Анатоліївна          | кандидат технічних наук, провідний науковий співробітник Інституту технічної теплофізики Національної академії наук України                                                                                                 |
| за роботу «Технології та обладнання для виробництва і споживання альтернативних видів палива»                 | Корінчук Дмитро Миколайович         | кандидат технічних наук, провідний науковий співробітник Інституту технічної теплофізики Національної академії наук України                                                                                                 |
| за роботу «Технології та обладнання для виробництва і споживання альтернативних видів палива»                 | П'яних Костянтин Євгенович          | доктор технічних наук, завідувач відділу Інституту газу Національної академії наук України |
| за роботу «Технології та обладнання для виробництва і споживання альтернативних видів палива»                 | Крігер Леонід Фрідріхович           | генеральний директор товариства з обмеженою відповідальністю «Котлозавод „КРІГЕР“ |
| за роботу «Технології та обладнання для виробництва і споживання альтернативних видів палива»                 | Понікарчук Анатолій Миронович       | директор товариства з обмеженою відповідальністю „Волинь-Кальвіс“ |
| за роботу «Технології та обладнання для виробництва і споживання альтернативних видів палива»                 | Савчук Сергій Дмитрович             | виконавчий директор товариства з обмеженою відповідальністю „Кліар Енерджі“ |
| за роботу „Екологоорієнтовані технології видобутку залізорудної сировини на шахтах України“                   | Ступнік Микола Іванович             | доктор технічних наук, ректор Криворізького національного університету |
| за роботу „Екологоорієнтовані технології видобутку залізорудної сировини на шахтах України“                   | Коваленко Ігор Леонідович           | доктор технічних наук, завідувач кафедри державного вищого навчального закладу „Український державний хіміко-технологічний університет“                                                                                     |
| за роботу „Екологоорієнтовані технології видобутку залізорудної сировини на шахтах України“                   | Шевчик Дмитро Володимирович         | генеральний директор приватного акціонерного товариства „Центральний гірничо-збагачувальний комбінат“ |
| за роботу „Екологоорієнтовані технології видобутку залізорудної сировини на шахтах України“                   | Полторащенко Сергій Петрович        | радник генерального директора підприємства з іноземними інвестиціями у формі приватного акціонерного товариства „Запорізький залізорудний комбінат“                                                                         |
| за роботу „Екологоорієнтовані технології видобутку залізорудної сировини на шахтах України“                   | Карапа Ігор Андрійович              | заступник технічного директора — начальник відділу підприємства з іноземними інвестиціями у формі приватного акціонерного товариства „Запорізький залізорудний комбінат“                                                    |
| за роботу „Екологоорієнтовані технології видобутку залізорудної сировини на шахтах України“                   | Короленко Михайло Костянтинович     | радник операційного директора товариства з обмеженою відповідальністю „Метінвест Холдинг“ |
| за роботу „Екологоорієнтовані технології видобутку залізорудної сировини на шахтах України“                   | Кіященко Дмитро Володимирович       | головний інженер товариства з обмеженою відповідальністю „ІСТ-ФОРТ“ |
| за роботу „Екологоорієнтовані технології видобутку залізорудної сировини на шахтах України“                   | Небогін Валерій Захарович           | директор товариства з обмеженою відповідальністю „НТТ Технотрон“ |
| за роботу „Інноваційні нанобіотехнології для ранньої діагностики і хіміотерапії патологічних станів“          | Стойка Ростислав Стефанович         | член-кореспондент Національної академії наук України, завідувач відділу Інституту біології клітини Національної академії наук України                                                                                       |
| за роботу „Інноваційні нанобіотехнології для ранньої діагностики і хіміотерапії патологічних станів“          | Риндич Алла Володимирівна           | член-кореспондент Національної академії наук України, завідувач відділу Інституту молекулярної біології і генетики Національної академії наук України                                                                       |
| за роботу „Інноваційні нанобіотехнології для ранньої діагностики і хіміотерапії патологічних станів“          | Філоненко Валерій Вікторович        | доктор біологічних наук, завідувач відділу Інституту молекулярної біології і генетики Національної академії наук України |
| за роботу „Інноваційні нанобіотехнології для ранньої діагностики і хіміотерапії патологічних станів“          | Панчук Ростислав Русланович         | доктор біологічних наук, старший науковий співробітник Інституту біології клітини Національної академії наук України |
| за роботу „Інноваційні нанобіотехнології для ранньої діагностики і хіміотерапії патологічних станів“          | Дробот Людмила Борисівна            | доктор біологічних наук, завідувач відділу Інституту біохімії імені О. В. Палладіна Національної академії наук України |
| за роботу „Інноваційні нанобіотехнології для ранньої діагностики і хіміотерапії патологічних станів“          | Матишевська Ольга Павлівна          | доктор біологічних наук, провідний науковий співробітник Інституту біохімії імені О. В. Палладіна Національної академії наук України                                                                                        |
| за роботу „Інноваційні нанобіотехнології для ранньої діагностики і хіміотерапії патологічних станів“          | Прилуцький Юрій Іванович            | доктор фізико-математичних наук, професор Київського національного університету імені Тараса Шевченка |
| за роботу „Інноваційні нанобіотехнології для ранньої діагностики і хіміотерапії патологічних станів“          | Пірко Ярослав Васильович            | кандидат біологічних наук, учений секретареві державної установи „Інститут харчової біотехнології та геноміки Національної академії наук України“                                                                           |
| за роботу „Медицина катастроф в умовах бойових дій“                                                           | Якимець Володимир Миколайович       | доктор медичних наук, заступник директора державної наукової установи „Центр інноваційних медичних технологій Національної академії наук України“                                                                           |
| за роботу „Медицина катастроф в умовах бойових дій“                                                           | Печиборщ В'ячеслав Петрович         | доктор медичних наук, завідувач відділу державної наукової установи „Центр інноваційних медичних технологій Національної академії наук України“                                                                             |
| за роботу „Медицина катастроф в умовах бойових дій“                                                           | Волянський Петро Борисович          | доктор наук з державного управління, виконуючий обов'язки начальника Інституту державного управління та наукових досліджень з цивільного захисту                                                                            |
| за роботу „Медицина катастроф в умовах бойових дій“                                                           | Вороненко Володимир Васильович      | доктор медичних наук, заступник директора державної установи „Науково-практичний медичний центр дитячої кардіології та кардіохірургії Міністерства охорони здоров'я України“                                                |
| за роботу „Медицина катастроф в умовах бойових дій“                                                           | Крилюк Віталій Омелянович           | доктор медичних наук, завідувач відділу державного закладу „Український науково-практичний центр екстреної медичної допомоги та медицини катастроф Міністерства охорони здоров'я України“                                   |
| за роботу „Медицина катастроф в умовах бойових дій“                                                           | Хижняк Микола Іванович              | доктор медичних наук, професор Української військово-медичної академії |
| за роботу „Медицина катастроф в умовах бойових дій“                                                           | Риженко Сергій Анатолійович         | доктор медичних наук, генеральний директор комунального підприємства „Дніпропетровська обласна клінічна лікарня ім. І. І. Мечникова“ Дніпропетровської обласної ради»                                                       |
| за роботу „Медицина катастроф в умовах бойових дій“                                                           | Галаченко Олександр Олександрович   | доктор економічних наук, кандидат медичних наук, директор дочірнього підприємства "Клінічний санаторій «Хмільник» приватного акціонерного товариства лікувально-оздоровчих закладів профспілок України «Укрпрофоздоровниця» |
| за роботу «Високопродуктивні гібриди кукурудзи (селекція, біотехнологія, насінництво)»                        | Черчель Владислав Юрійович          | доктор сільськогосподарських наук, директор державної установи Інститут зернових культур Національної академії аграрних наук України                                                                                        |
| за роботу «Високопродуктивні гібриди кукурудзи (селекція, біотехнологія, насінництво)»                        | Дзюбецький Борис Володимирович      | доктор сільськогосподарських наук, завідувач відділу державної установи Інститут зернових культур Національної академії аграрних наук України                                                                               |
| за роботу «Високопродуктивні гібриди кукурудзи (селекція, біотехнологія, насінництво)»                        | Кирпа Микола Якович                 | доктор сільськогосподарських наук, заступник директора державної установи Інститут зернових культур Національної академії аграрних наук України                                                                             |
| за роботу «Високопродуктивні гібриди кукурудзи (селекція, біотехнологія, насінництво)»                        | Боденко Наталя Анатоліївна          | кандидат сільськогосподарських наук, учений секретареві державної установи Інститут зернових культур Національної академії аграрних наук України                                                                            |
| за роботу «Високопродуктивні гібриди кукурудзи (селекція, біотехнологія, насінництво)»                        | Сатарова Тетяна Миколаївна          | доктор біологічних наук, завідувач лабораторії державної установи Інститут зернових культур Національної академії аграрних наук України                                                                                     |
| за роботу «Високопродуктивні гібриди кукурудзи (селекція, біотехнологія, насінництво)»                        | Стасів Олег Федорович               | кандидат економічних наук, директор Інституту сільського господарства Карпатського регіону Національної академії аграрних наук України                                                                                      |
| за роботу «Високопродуктивні гібриди кукурудзи (селекція, біотехнологія, насінництво)»                        | Чернобай Лариса Миколаївна          | доктор сільськогосподарських наук, завідувач лабораторії Інституту рослинництва імені В. Я. Юр'єва Національної академії аграрних наук України                                                                              |
| за роботу «Високопродуктивні гібриди кукурудзи (селекція, біотехнологія, насінництво)»                        | Лавриненко Юрій Олександрович       | доктор сільськогосподарських наук, головний науковий співробітник Інституту зрошувального землеробства Національної академії аграрних наук України                                                                          |